# Резолюция Совета Безопасности ООН 12
Резолюция Совета Безопасности ООН 12 — резолюция, принятая 10 декабря 1946 года, которая постановила, что Греции и Югославии будут предложено участвовать без права голоса, Албании и Болгарии будут предложено сделать заявления на рассмотрение Совета, а на более позднем этапе Албанию и Болгарию могут пригласить для участия без права голоса.
Пункты 1 и 2 были приняты единогласно, а пункт 3 был принят «большинством голосов». В целом голосование по резолюции не было принято.
«Греческий вопрос» был впервые поднят Советским Союзом в январе 1946 года после заявления о вмешательстве британских войск во внутренние дела Греции, что вызвало напряженность в отношениях с другими странами в регионе.